# Silas Cheesman
Silas Alward Cheesman (* 31. Mai 1900 in Saint John, New Brunswick, Kanada; † 4. April 1958 in Fort William, Ontario, Kanada) war ein kanadischer Pilot, der durch seine Tätigkeit für den australischen Polarforscher Hubert Wilkins bekannt ist.

## Leben
Cheesman war der Sohn des Fernfahrers Thomas Walter Cheesman und dessen Ehefrau Jessie. Er war zunächst als Flugzeugmechaniker für die Aero Corporation in Detroit  und ab 1924 für den Ontario Provincial Air Service tätig. 1928 wechselte er als Buschpilot zur Western Canada Airways, die insbesondere im Norden Kanadas operierte.
Cheesman war neben Carl Ben Eielson, Joe Crosson (1903–1949) und Parker Cramer (1896–1931) einer der Piloten bei der Wilkins-Hearst Antarctic Expedition (1928–1930) und führte den Antarktisflug am 29. Dezember 1929 durch. Am 3. Juli 1930 entging er beim Absturz seiner Maschine in Ontario nur knapp dem Tod. 1937 war er gemeinsam mit Wilkins an der gescheiterten Rettungsexpedition für den sowjetischen Piloten Sigismund Lewanewski und dessen fünf Besatzungsmitglieder beteiligt.
Während des Zweiten Weltkriegs diente er als Ubootjäger bei der Royal Canadian Air Force. Nach dem Krieg war er als Rettungsflieger in Labrador tätig. Cheesman starb am 4. April 1958 an einem Herzinfarkt. Cheesman Island, eine Insel in der Westantarktis, trägt seit 1950 seinen Namen.